# Samir Bertin d’Avesnes
Samir Bertin d’Avesnes (ur. 15 kwietnia 1986 w Moroni) – komoryjski piłkarz występujący na pozycji pomocnika.

## Kariera klubowa
Bertin d’Avesnes karierę rozpoczynał w 2002 roku we francuskim pierwszoligowym zespole SC Bastia. W Ligue 1 zadebiutował 24 maja 2003 roku w przegranym 0:2 pojedynku z RC Lens. W 2005 roku spadł z zespołem do Ligue 2. W Bastii spędził jeszcze 3 lata. Łącznie rozegrał tam 24 spotkania i zdobył 1 bramkę.
W 2008 roku d’Avesnes odszedł do Olympique Croix de Savoie 74 z Championnat National. Po roku przeniósł się do innego trzecioligowca, AS Beauvais. Tam spędził dwa kolejne lata. Następnie grał w AFC Compiègne oraz FC Aregno-Calvi z CFA, a w 2013 roku trafił do US Roye.

## Kariera reprezentacyjna
W reprezentacji Komorów Bertin d’Avesnes zadebiutował w 2011 roku.